# Kōanchōsa-chō
Kōanchōsa-chō (jap. 公安調査庁), Agencja Bezpieczeństwa Publicznego, nazwa w języku angielskim Public Security Intelligence Agency (PSIA) – japońska służba specjalna powstała na mocy Ustawy o przeciwdziałaniu ruchom wywrotowym (ang. Subversive Activities Prevention Law), jest organem zewnętrznym japońskiego Ministerstwa Sprawiedliwości (Hōmushō). 
Odpowiada za bezpieczeństwo wewnętrzne, prowadzenie działalności śledczej, wywiad zagraniczny i kontrwywiad, a także za nadzorowanie mniejszości narodowych m.in. Koreańczyków mieszkających w Japonii.

## Struktura
- Departamenty wewnętrzne
  - Departament Spraw Ogólnych
  - Departament I ds. wywiadu
  - Departament II ds. wywiadu
- Instytuty
  - Instytut szkoleniowy
- Biura regionalne
  - Biura Śledcze Bezpieczeństwa Publicznego (ogółem 8 biur)
    - Urzędy Śledcze Bezpieczeństwa Publicznego (ogółem 14 urzędów)

## Podstawowe zadania
- Zapewnienie bezpieczeństwa wewnętrznego Japonii przed organizacjami terrorystycznymi i wywrotowymi.
- Nadzorowanie mniejszości narodowych[2].
- Prowadzenie działalności śledczej na terenie Japonii.
- Ochrona przed obcą agenturą (kontrwywiad).
- Wywiad zagraniczny (departament II ds. wywiadu)[2].

## Historia

### Początki agencji
Utworzona 21 lipca 1952 r., na mocy Ustawy o przeciwdziałaniu ruchom wywrotowym. Obok niej utworzono przy powstałej w 1984 Narodowej Agencji Policji (Keisatsu-chō) jednostkę zwaną Wydziałem Ochrony (Keibu-bu), mającą za zadanie ściganie organizacji wywrotowych.
W latach zimnej wojny Kōanchōsa-chō skupiała się m.in. na zwalczaniu skrajnie lewicowej organizacji terrorystycznej o nazwie Japońska Czerwona Armia.

### Obecne zadania
W 1996 r. ujawniono fakt istnienia agencji, zatrudniającej wówczas 2 tys. pracowników. W tym okresie jej głównym zadaniem była obserwacja sekt prowadzących działalność terrorystyczną. Było to związane z atakiem gazowym przeprowadzonym przez sektę Aum Shinrikyō (pol. Najwyższa Prawda), na tokijskie metro w 1995 roku.
Na celowniku agencji znajduje się także "Chongryon", stowarzyszenie skupiające mniejszość koreańską z KRLD w Japonii. Ma to związek z porwaniami obywateli japońskich w latach 70. i 80. w celu szkolenia ich na szpiegów oraz z podejrzeniem, że same stowarzyszenie prowadzi działalność szpiegowską na rzecz Korei Północnej.

## Współpraca z innymi agencjami
Agencja współpracuje z najważniejszymi zagranicznymi służbami wywiadowczymi świata takimi jak CIA, FBI, MI6 i Mosad. Kilku agentów Kōanchōsachō zostało zaproszonych przez CIA do wspólnych ćwiczeń, w ramach Kursu Analizy Wywiadowczej (ang Intelligence Analysis Course). 